# Ayahuasca

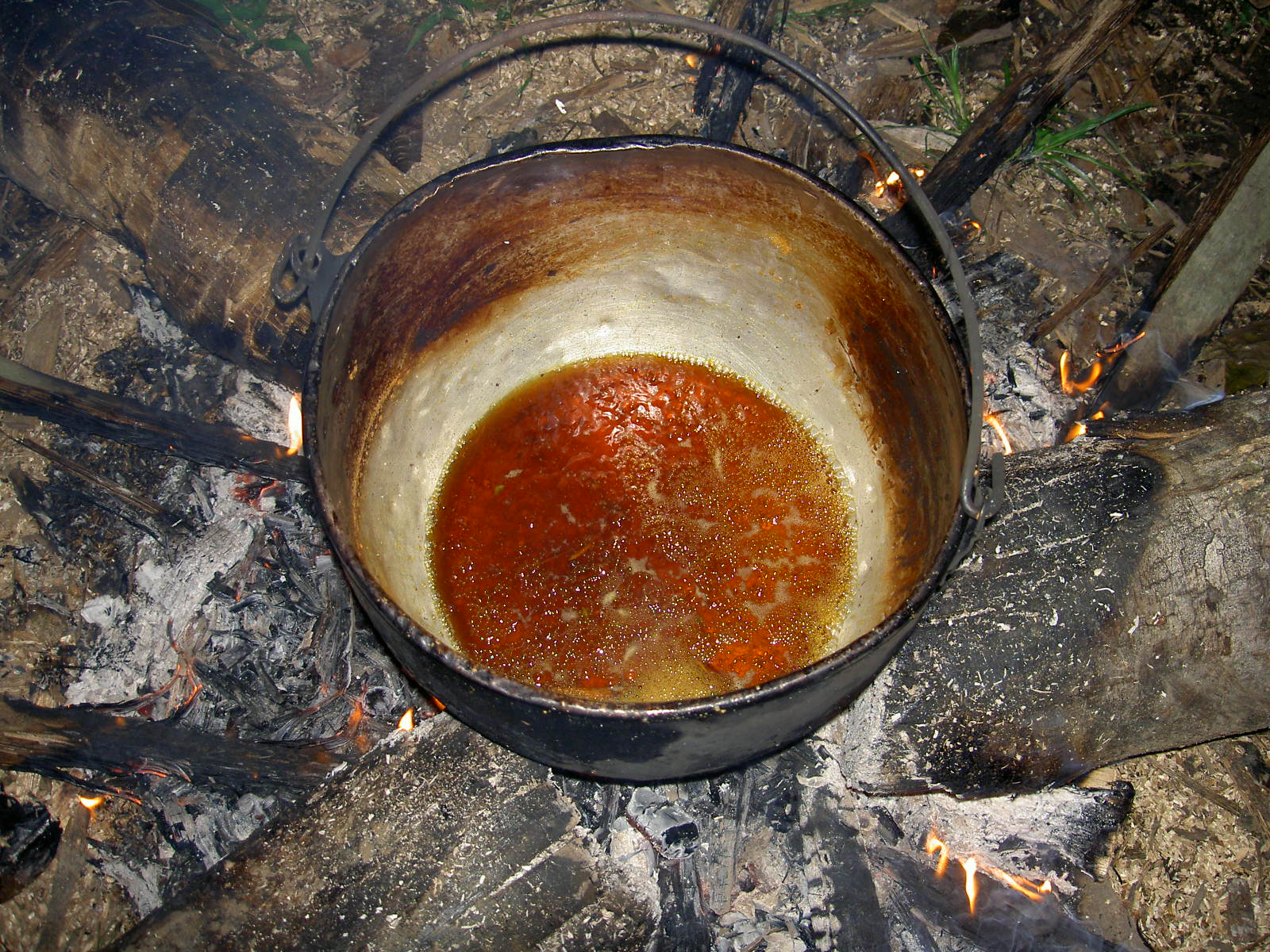
Hotová ayahuasca

Ayahuasca či ayawaska (výsl. „ajau-aska“; kečuánsky „liána duše“ nebo „liána mrtvých“), též známá jako yagé (výsl. „ja-he“) i pod mnohými jinými názvy, je entheogen připravovaný z liány Banisteriopsis caapi a dalších rostlin. Jménem ayahuasca se označuje též samotná liána a někdy se nápoj připravuje pouze z ní. Běžně se k ní ale přidávají listy rostlin obsahující dimethyltryptamin (DMT), podle potřeby někdy i rozličné jiné rostliny. Akademicky nápoj poprvé popsal harvardský etnobotanik Richard Evans Schultes, jenž ji objevil používanou pro léčebné a magické účely domorodými obyvateli peruánské Amazonie.
Alkaloidy z rostliny Banisteriopsis caapi působí z farmakologického hlediska jako inhibitory monoaminooxidázy, což je synergické s dimethyltriptaminem z přídatných rostlin, který by bez nich byl okamžitě metabolizován a nebyl aktivní. Jak domorodí obyvatelé objevili tuto kombinaci není zcela jasné, podle vlastních slov jim byly pokyny k přípravě nápoje předány samotnými rostlinami či duchy rostlin.
Ayahuasca je tradičně používána amazonskými domorodci v rituálním kontextu za přítomnosti zkušených šamanů, ve dvacátém století též vznikly synkretické církve užívající ayahuascu jako svátost při svých bohoslužbách.

## Účinky ayahuascy
Ayahuascu lze klasifikovat jako psychedelikum a mezi bezprostřední psychické účinky tedy patří změny smyslového vnímání, zejména vizuálního, synestezie, změny vnímání času, změny myšlení a kognitivních funkcí obecně a zesílení emočního prožívání. Mysl může být pod vlivem ayahuascy schopna hlubší introspekce a mohou se v ní objevit různé vzpomínky. Má však též tělesné účinky. Běžný je zrychlený tep a dýchání a lehké zvýšení tělesné teploty. Lidé pod vlivem ayahuascy nebývají příliš pohybliví. Běžně se dostavuje zvracení, o něco méně často průjem, což je šamany považováno za důležitý bod v procesu očisty. Je to chápáno jako reprezentace uvolnění negativní energie a emocí nahromaděných v průběhu života. Objevuje se též zvýšené pocení, třes a pocity horka či zimy.
Lidé, kteří požili ayahuascu často líčí, že měli duchovní zjevení ohledně svého smyslu na světě, podstaty vesmíru, jakožto i vhledů jak být lepším člověkem. To je často vnímáno jako duchovní probuzení a často popisováno jako zážitek znovuzrození. Časté jsou též výpovědi jednotlivců o tom, že získali přístup do vyšších duchovních dimenzí a přišli do kontaktu s různými duchovními či extradimenzionálními bytostmi, sloužícími jako léčitelé a průvodci. Existují však též výpovědi o setkání se zlými duchy, což je jeden z důvodů, proč by měl při ceremonii být přítomný šaman, který takovým situacím dokáže předejít nebo se s nimi vypořádat.[zdroj?]
Alkaloidy obsažené v Banisteriopsis caapi mají prokazatelné anthelmintické účinky. Chuť ayahuascy je velmi hořká a může být lehce sladká. Účinky se normálně dostavují během třiceti minut, vrcholí po dvou hodinách a celkově trvají okolo šesti hodin.[zdroj?]
Obecně jsou účinky dosti variabilní, závisí na průběhu rituálu, složení a způsobu přípravy nápoje. Důležitým aspektem jsou tělesné a psychické dispozice každého jedince, dva různí účastníci téhož rituálu mohou mít zcela odlišné zážitky.[zdroj?]

### Fenomenologie vizí
Obvyklé jsou vizuální vjemy (především se zavřenýma očima) různých geometrických obrazců, nebo složitějších struktur, které se ale rychle mění. Za skutečné vize se spíše považují takové výjevy, kterým je přisouzen nějaký podstatnější epistemologický význam.[zdroj?]
Pozoruhodným aspektem ayahuascy je skutečnost, že některá témata se ve vizích, jež přináší, běžně opakují. Mezi zcela nejběžnější motivy patří vize hadů. Mnoho uživatelů vypovídá o setkání s duchem ayahuascy, který se zjevuje jako anakonda nebo jiný had nebo lidská žena, případně jaguár. (Byli pozorování jaguáři okusující rostliny Banisteriopsis caapi.) Podle rostlin přidaných do ayahuascy dochází též k setkáním s duchy těchto rostlin ve vizích, ti se též opakovaně zjevují v podobných formách.

## Užívání ayahuascy

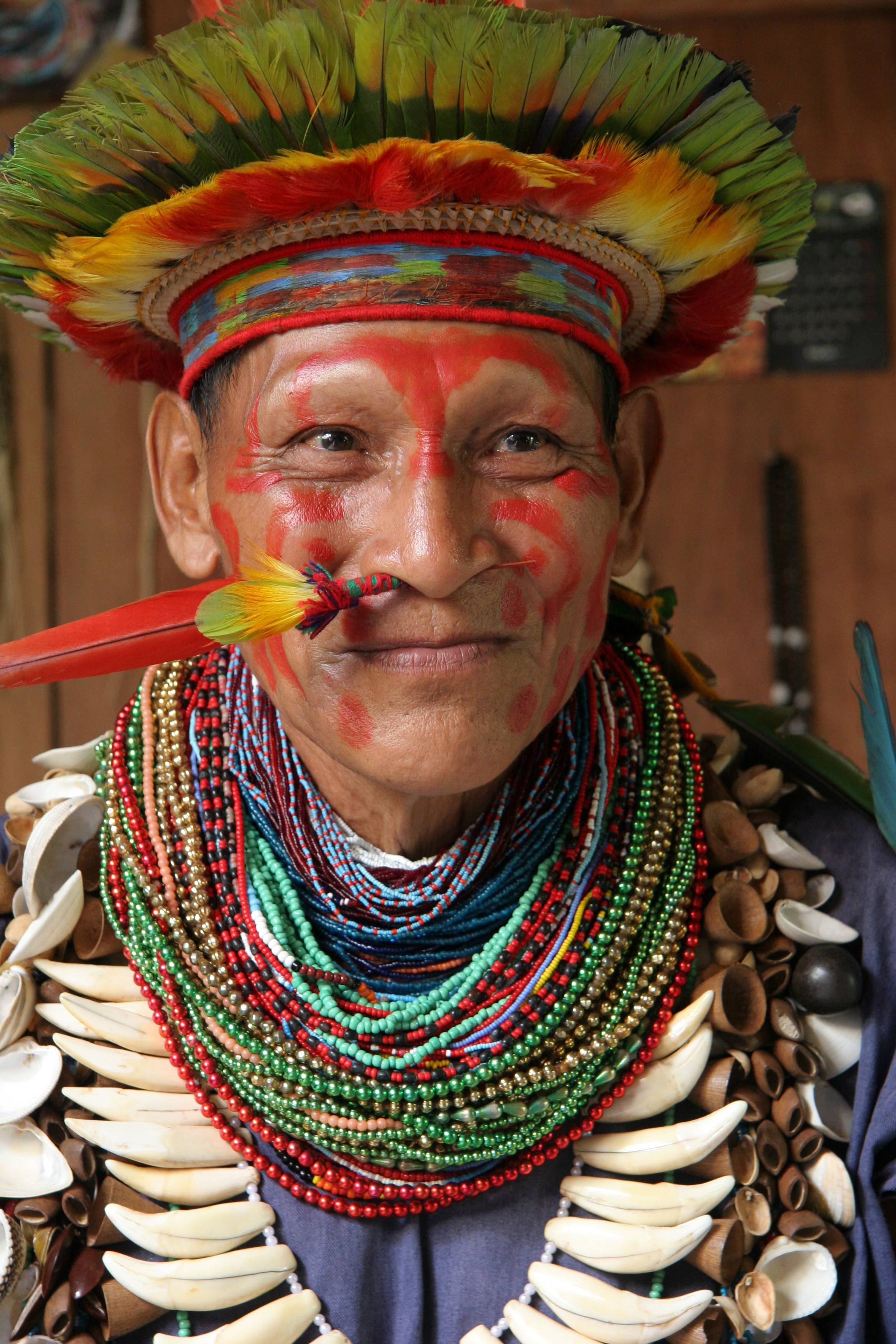
Šaman z rovníkové Amazonie

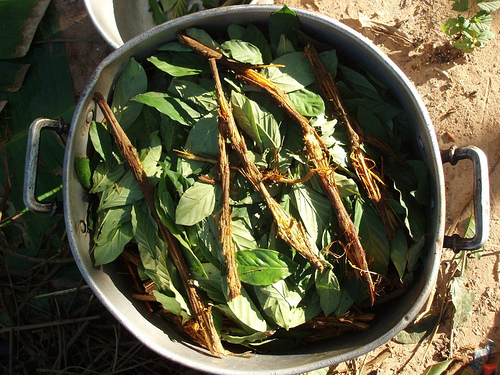
Ayahuasca s chakrunou

### Tradiční užívání domorodci
Ayahuasca je domorodými kmeny žijícími v amazonské džungli používána převážně jako náboženská svátost a je s ní zacházeno s velikou úctou. Odhaduje se, že byla používána již před pěti tisíci roky. Tradičně je užívána jako prostředek k léčení a to jak jako nástroj který umožní šamanovi stanovit diagnózu, tak jako lék samotný. Dále se používá pro věštění, komunikaci se světem duchů a jiné magické účely. Někdy ji můžeme nalézt užívánu při důležitých společenských událostech a při rituálech přechodu. V některých kmenech je její užívání vyhrazeno pouze šamanovi, případně náčelníkovi, ale je běžnější, že se ceremonií mohou zúčastnit všichni členové kmene od jistého věku. Každopádně je rituál tradičně vždy veden šamanem nebo i vícero šamany s odpovídajícím výcvikem a svými případnými asistenty. Používání ayahuascy bez šamana je považováno za potenciálně nebezpečné. Rituály obvykle probíhají přes noc. Mezi běžné rituální úkony patří zpívání posvátných zpěvů icaros mající za úkol volání duchů, s nimiž je šaman ve spojení, přenášení energií kouřem tabáku mapacho nebo runa, očišťování metličkou z listů rostliny surupanga a práce s magickou substancí yachay. Mnoho šamanů dnes nabízí své služby i nedomorodcům. 
K ayahuasce se váží jistá dietní pravidla. Nejsou zcela jednotná, ale obecně šamani doporučují několik dní před a po požití ayahuascy jíst jen lehčí jídla, nesolit, vyvarovat se příliš kořeněných, tučných, sladkých a kyselých jídel. Nedoporučuje se červené maso a zejména vepřové je považováno za tabu. Též se zakazuje používání drog včetně kofeinu a alkoholu a za nebezpečné mohou být považována psychofarmaka a jiné léky, i takové, co nemají prokázanou farmakologickou souvislost s látkami obsaženými v ayahuasce. Doporučuje se též sexuální zdrženlivost. Někdy použití ayahuascy kromě diety navíc předchází očistná kúra s různými rostlinami mající za cíl především vnitřní očištění a detoxikaci fyzického těla. Tato kúra může trvat až několik týdnů. 
Nejpřísnější dietu pak drží šamani ve výcviku i již iniciovaní šamani přející si zvýšit svou moc. Ta může trvat až rok i déle a někdy je provozována v odloučení od společnosti, kde šaman může nerušen komunikovat s přírodou a sám na sobě nebo s pomocí jiných šamanů studovat účinky léčebných rostlin. Šamanský učeň na dietě je prostřednictvím vizí a snů schopen identifikovat a pochopit možnosti využití jednotlivých rostlin. To obnáší časté užívání ayahuascy nebo i jiných tzv. „rostlin učitelek“, k nimž se zkoumaná rostlina přidá.
Přestože je k ayahuasce chována úcta, šamanská práce je v Amazonii často považována spíše za něco jako řemeslo a mnoho šamanů za svou práci žádá peníze nebo protislužbu. Existují i šamani, kteří svou moc zneužívají. To se může projevovat prostým odbýváním ceremonií, zejména těch pro neznalé cizince, v horším případě pak okrádání účastníků nebo pohlavní zneužívání omámených žen. Brujos jsou pak šamani, kteří jsou údajně za úplatu nebo ze zlé vůle schopni magicky škodit, ať už se jedná o přivolání nemoci či neštěstí na danou osobu, rušení práce jiných šamanů a okrádání lidí o osobní sílu, které, jak amazonští šamani věří, má každý jistou zásobu. Zejména zranitelné mají vůči jejich zvůli být osoby v jejich blízkosti pod vlivem ayahuascy. Fenomén šamanů zneužívajících svou moc a postavení není v Amazonii vzácný.

### Užívání církvemi
Patrně nejznámější ayahuascovou církví je původem venkovská brazilská Santo Daime založená ve třicátých letech dvacátého století. Jedná se o synkretickou církev s prvky křesťanství, animismu, spiritismu a právě amazonského šamanismu. Daime, jak nazývají ayahuascu, používají při svých bohoslužbách. Při těch jsou ženy i muži formálně oděni a odděleně tančí a zpívají náboženské písně. Církev Santo Daime dovoluje podávání Daime i dětem, dokonce i novorozeňatům. 
Podobnou brazilskou církví rituálně užívající ayahuascu pod jménem hoasca údajně pro zlepšení mentální koncentrace je União do Vegetal. Tato církev je spíše městského rázu a nemá přísná dietní pravidla pro užívání hoascy. 
Obě uvedené církve používají směs rostlin Banisteriopsis caapi a Psychotria viridis.

### Moderní léčebné využití
Vznikají moderní léčebná centra, snažící se využít ayahuascy pro léčebné účely v kombinaci s poznatky moderní medicíny a psychoterapie. Úspěšné[zdroj?] je například centrum Takiwasi specializující se na léčbu drogových závislostí. V Takiwasi se kombinují prvky tradičního šamanismu s psychoterapií.

### Netradiční použití
Někteří lidé z různých částí světa si obstarávají nutné rostliny a připravují si nápoj svépomocí. V tomto případě se často můžeme setkat s použitím přísad, které se tradičně do ayahuascy nepřidávají. Například můžeme uvést použití Mimosy hostilis, coby komponenty obsahující DMT nebo dokonce nahrazení samotné Banisteriopsis caapi jiným MAOI, jako je například Peganum harmala. Pojmem pharmahuasca se někdy nazývá jakákoliv směs DMT s MAOI, která by z farmakologického hlediska měla mít podobné účinky. Podle šamanů však takové směsi budou mít účinky odlišné a za skutečnou ayahuascu lze považovat jen produkty obsahující Banisteriopsis caapi.

## Příprava

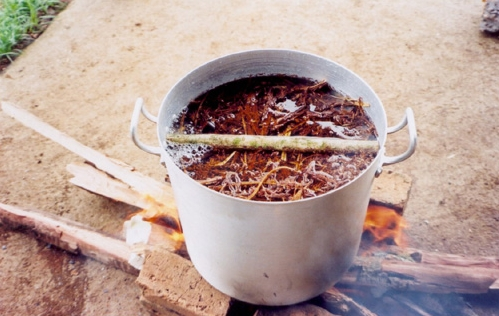
Vaření ayahuascy na ohni

Tradičně se dřevo Banisteriopsis caapi rozřeže na takové kusy, které se vejdou do hrnce, roztluče, nechá se máčet a následně se vaří, což může trvat i několik hodin. Liána je sbírána buď divoce rostoucí, nebo je kultivována. Domorodci věří, že kvalitu výsledného nápoje ovlivňují i myšlenky a úmysly toho, kdo ji připravuje. Někdy se vaří jen samotná liána, ale běžněji jsou přidávány rostliny obsahující DMT jako je Psychotria viridis (chakruna), Psychotria carthagenensis (amyruca) nebo Dyplopterys cabrerana (chaliponga). Dalšími běžnými příměsemi, které DMT neobsahují, jsou Justicia pectoralis, tabák selský, guayusa a brugmansie. Psychoaktivita ayahuascy připravené bez rostlin obsahujících DMT je nízká, pokud vůbec zaznamenatelná, a taková ayahuasca se používá hlavně pro své čisticí a tělesné účinky.
Další, už více speciální, přídatné rostliny a jejich účel jejich využití při ceremoniích:
- Ayahuma (kůra): Poskytuje ochranu a je používána při léčení tzv. ztráty duše. Duchem je bezhlavý obr.
- Capirona (kůra): Poskytuje čištění a ochranu. Duch rostliny je bělošský.
- Chullachaki Caspi (kůra): Usnadňuje čištění fyzického těla. Duch rostliny je bělošský.
- Lopuna Blanca (kůra): Poskytuje ochranu. Duch rostliny na sebe bere podobu obra.
- Punga Amarilla (kůra): Poskytuje ochranu. Používá se pro vyhánění negativních duchů a energií z těla. Duchem je žlutá anakonda.
- Remo Caspi (kůra): Používán pro pohybování s hrubými nebo temnými energiemi. Duchem je domorodý válečník.
- Wyra Caspi (kůra): Používána jako purgativum, pro překonání problémů s trávicím ústrojím, pro zklidnění mysli. Duch rostliny je černošský.
- Shiwawaku (kůra): Poskytuje léčení a ochranu.
- Camu Camu: Duch rostliny se zjevuje jako obr tmavé kůže poskytující ochranu a léčení odháněním zlých, démonických sil.
- Tamamuri: Duch rostliny přichází jako starý asijský válečník s holí v doprovodu tisíců dalších duchů pro ochranu ceremonie a odesílá pryč negativní energie uvolněné v průběhu ceremonie z účastníků.
- Uchu Sanago: Poskytuje sílu, moc a ochranu. Duchem rostliny je dědeček s bílým plnovousem.
- Huacapurana : Duch rostliny je amazonský obr a poskytuje uzemnění účastníkům ceremonie.

## Chemické a farmakologické aspekty

Dimethyltryptamin

Harmin

Banisteriopsis caapi obsahuje harmalové alkaloidy, jmenovitě harmin, harmalin a tetrahydroharmin. Harmin a harmalin jsou selektivní reverzibilní inhibitory monoaminooxidázy A (MAO-A). (Zajímavost: Harmin izolovaný z ayahuascy byl nejprve pojmenován telepatin, ale později se ukázalo, že jde o již dříve objevenou sloučeninu.) Tetrahydroharmin je slabý inhibitor zpětného vychytávání serotoninu. Dále v Banisteriopsis caapi nalezneme inhibitory monoaminooxidázy B (MAO-B) epicatechin a procyanidin B2, přičemž druhý jmenovaný je zároveň silným antioxidantem. Banisteriopsis caapi též obsahuje cukry. Nejběžněji přidávané rostliny Psychotria viridis a  Diplopterys cabrerana obsahují z alkaloidů převážně DMT, ale též malé množství beta-karbolinů a NMT. Druhá uvedená navíc obsahuje 5-MeO-DMT a stopy bufoteninu. Monoaminooxidáza v lidském těle rychle metabolizuje uvedené tryptaminové alkaloidy a je nutná její inhibice, aby mohly být orálně aktivní. Konkrétně to znamená, že DMT prostupuje skrz membrány v žaludku a tenkém střevě a přes krevní oběh se dostane skrze hematoencefalickou bariéru. Dimethyltryptamin je látka přirozeně se v malých množstvích vyskytující v lidském těle a je mozkem z krve aktivně přijímána. Beta-karboliny podobné harmalovým alkaloidům (např.  tryptolin, pinolin) jsou v lidském těle produkovány šišinkou, kde je pravděpodobně produkováno i endogenní DMT. 
V závislosti na ostatních přidaných rostlinách se pochopitelně do ayahuascy dostávají další biologicky aktivní látky v nich obsažené. 

### Kontraindikace
Přestože ayahuasca sama o sobě není toxická, může být kvůli obsahu MAOI nebezpečná v kombinaci s některými léky a drogami. Nebezpečné jsou léky typu SSRI a potenciálně jakákoliv antidepresiva a anxiolytika. Z drog se jedná především o drogy na bázi amfetaminu, ale jakákoliv kombinace je potenciálně nebezpečná. Bývá doporučováno se před použitím ayahuascy vyvarovat jedení potravin bohatých na tyramin, kombinace tyraminu s některými MAOI totiž může způsobit závažnou hypertenzi, ale ayahuasca bývá užívána v komunitách jako União do Vegetal, kde se na toto nebere velký ohled, takže riziko je v případě ayahuascy patrně malé, pokud vůbec existuje.